# Frullania fuscovirens
Frullania fuscovirens là một loài Rêu trong họ Jubulaceae. Loài này được Stephani mô tả khoa học đầu tiên năm 1910.